# Megacara vagans
Megacara vagans là một loài tò vò trong họ Ichneumonidae.